# Landgoed 't Mulra

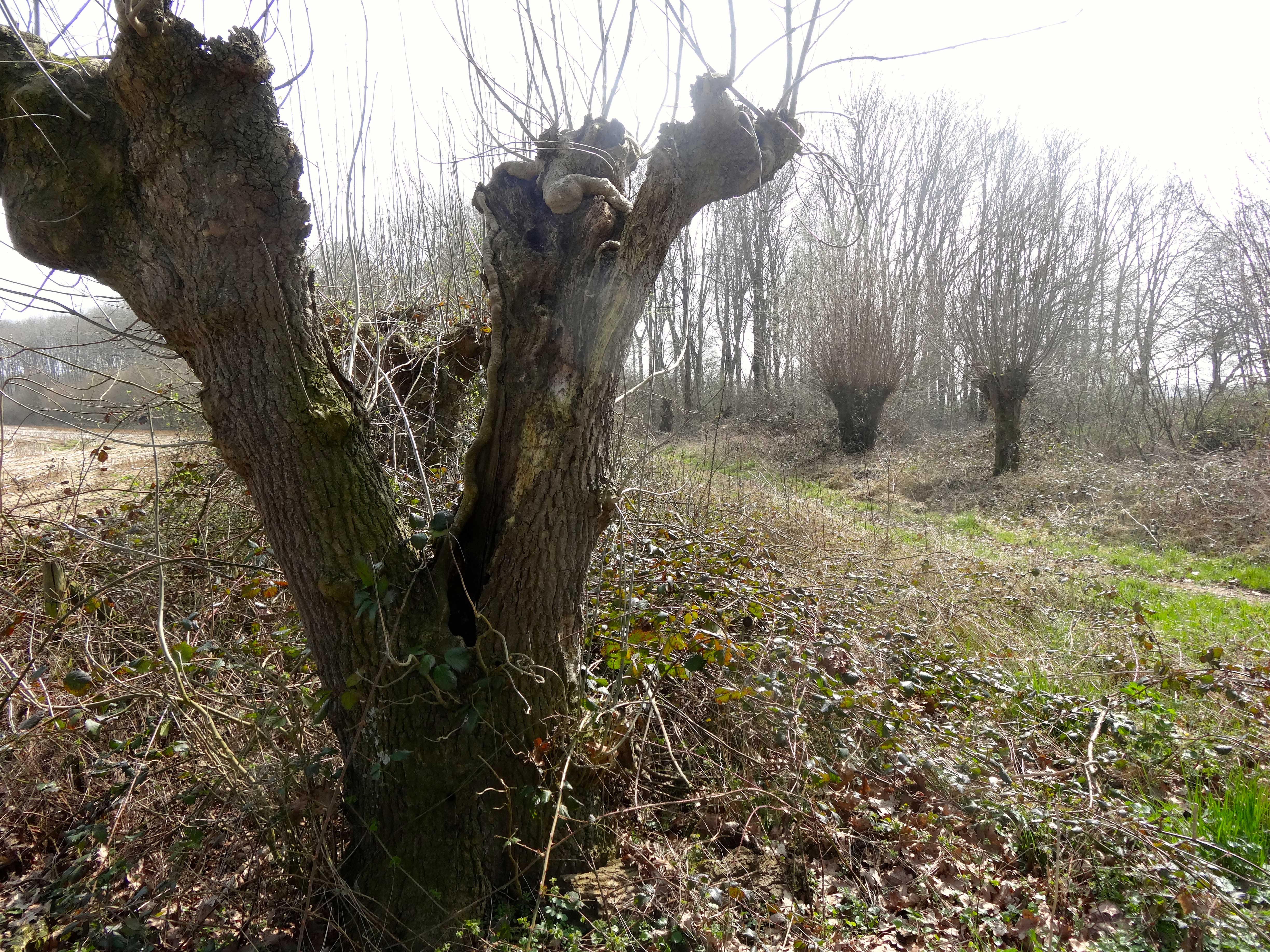
Het landgoed 't Mulra anno 2015

Het landgoed 't Mulra is gelegen ter weerszijden van de Oude IJssel nabij de Gelderse plaats Hoog-Keppel.
De geschiedenis van het landgoed 't Mulra is nauw verbonden met de geschiedenis van de heren van Keppel en dus met de bewoners van Kasteel Keppel. In 1790 kwam het landgoed in het bezit van een lid van de familie van Pallandt. Na de Tweede Wereldoorlog kwam het landgoed - middels een huwelijk - in het bezit van de familie Van Boetzelaer.
De naam 't Mulra werd in 1924 voor de eerste maal gebruikt. Voor die tijd werd het gebied aangeduid als Mullenrae en als Mulrade. Het landgoed heeft een oppervlakte van 140 hectare, waarvan ongeveer de helft uit landbouwgrond bestaat. De ander helft omvat bos- en natuurgebieden. Bij het gebied behoort de boerderij Mulra, die in 1998 werd aangewezen als rijksmonument. Bij de aanwijzing tot rijksmonument speelde ook de cultuurhistorische waarde van het eeuwenoude landgoed een medebepalende rol. Het landgoed is sinds 2006 ondergebracht in een besloten vennootschap.